# Сибірський федеральний університет
Сибірський федеральний університет (рос. Сибирский федеральный университет) — класичний заклад вищої освіти та науково-дослідницький центр в російському Красноярську, заснований у 2006 році. Перший федеральний університет в Росії.
Член Асоціації класичних університетів Росії.

## Історія
Утворений шляхом злиття чотирьох університетів Красноярська — Красноярського державного університету, Красноярської державної архітектурно-будівельної академії, Красноярського державного технічного університету та Державного університету кольорових металів і золота.
У 2012 році до нього були приєднані Красноярський державний торгово-економічний інститут та НДІЦ «Кристал».
До опікунської ради університету входять представники бізнесу і промисловості, вчені, політичні і громадські діячі. Головою опікунської ради є Дмитро Медведєв.
Університет об'єднує 36 науково-інноваційних підрозділів, серед яких науково-дослідні інститути, конструкторські бюро, технопарки, лабораторії, центри колективного користування обладнанням, науково-освітній центр, інноваційні центри, центри трансферу технологій, дослідні виробництва.
У 2013 році до університету вступило 7 тисяч осіб.
Станом на 2014 рік в університеті працювало понад 8 тисяч викладачів і співробітників.

## Наукова робота
В університеті працюють лабораторії лауреата Нобелівської премії Сімомури Осаму, професора мікробіології МТІ Ентоні Джона Сінскі і засновника Інституту біогеохімії Німецького наукового товариства Макса Планка професора Ернста-Делфі Шульце, а також геномна лабораторія професора Техаського агромеханіческого університету та Геттінгенського університету, провідного наукового співробітника Інституту загальної генетики імені М. І. Вавилова РАН Костянтина Крутовського.

## Структура
До складу університету входять 20 інститутів та три філії
| Філії - Лісосибірський педагогічний інститут - Саяно-Шушенська філія - Хакаський технічний інститут Також до складу університету входить библіотечно-видавничий комплекс. |